# Nitipong Selanon
Nitipong Selanon (thailändisch นิติพงษ์ เสลานนท์; * 25. Mai 1993 in Saraburi), auch als  Non (thailändisch นนท์) bekannt, ist ein thailändischer Fußballspieler.

## Karriere

### Verein
Nitipong Selanon erlernte das Fußballspielen in der Jugendmannschaft des Erstligisten Chonburi FC in Chonburi, wo er 2012 auch seinen ersten Profivertrag unterschrieb. Hier wurde er von Beginn des Vertrags bis Mitte 2014 an den damaligen Zweitligisten Saraburi FC aus Saraburi ausgeliehen. 2014 wechselte er nach Buriram zum Erstligisten Buriram United. Hier kam er auf 18 Einsätze. Eine weitere Ausleihe erfolgte 2015 zum Saraburi FC und anschließend zu Port FC nach Bangkok. Nach Ende der Ausleihe wurde er von Port fest verpflichtet. 2019 stand er mit Port im Finale des FA Cup, dass Port mit 1:0 gegen den Erstligisten Ratchaburi Mitr Phol aus Ratchaburi gewann. Nach 142 Ligaspielen für den Hauptstadtverein wechselte er zur Rückrunde 2021/22 im Januar 2022 zum Ligakonkurrenten Chiangrai United. Für den Verein aus Chiangrai absolvierte er neun Erstligaspiele. Nach Saisonende wechselte er zum Bangkoker Erstligisten Bangkok United. Am Saisonende feierte er mit dem Hauptstadtverein die Vizemeisterschaft. Am 28. Mai 2023 stand er mit dem Verein im Finale des thailändischen Pokals. Hier unterlag man dem Erstligisten Buriram United mit 0:2. Am 5. August 2023 gewann er mit Bangkok United den thailändischen Super Cup. Das Spiel gegen den Meister Buriram United im Rajamangala Stadium gewann man mit 2:0. Am Ende der Saison 2023/24 feierte er mit dem Verein die Vizemeisterschaft. Am 15. Juni 2024 gewann er mit Bangkok United den FA Cup. Das Endspiel gegen den Zweitligisten Dragon Pathumwan Kanchanaburi FC gewann man im Elfmeterschießen. Am Ende der Saison 2024/25 feierte er mit Bangkok seine dritte Vizemeisterschaft.

### Nationalmannschaft
Von 2011 bis 2012 spielte Nitipong Selanon dreimal in der thailändischen U-19-Nationalmannschaft. 5 Mal trug er das Trikot der U-23-Nationalmannschaft.
Im März 2018 wurde er in den Kader für den King’s Cup berufen. Hier kam er jedoch nicht zum Einsatz.

## Erfolge

### Verein
Buriram United
- Thailändischer Meister: 2014

Port FC
- Thailändischer Pokalsieger: 2019

Bangkok United
- Thailändischer Vizemeister: 2022/23, 2023/24, 2024/25
- Thailändischer Pokalsieger: 2023/24
- Thailändischer Pokalfinalist: 2022/23
- Thailändischer Supercup-Sieger: 2023

### Nationalmannschaft
Thailand U19
- AFF U-19 Youth Championship: 2011